# إبراهيم عزيزي
إبراهيم عزيزي (من مواليد كرمانشاه) هو سياسي إيراني. كان عضوا ومتحدثا باسم مجلس صيانة الدستور.  كما شغل منصب ممثل كرمانشاه في مجلس الشورى الإسلامي.